# Harald Grieg

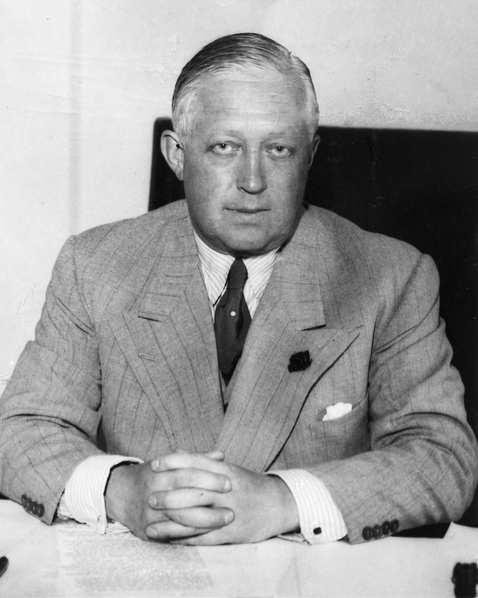
Harald Grieg

Harald Grieg (* 1895; † 1972) war ein norwegischer Verleger. Er war Direktor des Gyldendal Norsk Forlag von 1925 bis 1970 und der Bruder von Nordahl Grieg.
Er war unter anderem der Verleger Knut Hamsuns, der einen Großteil der Aktien des Verlages besaß, mit denen er den Börsengang des Verlages ermöglicht hatte. Politisch vertrat Grieg während des Zweiten Weltkriegs keine klare Linie. Der Verlag veröffentlichte zahlreiche Autoren der Nasjonal Samling. Grieg lehnte es aber 1941 ab, beim Reichsministerium für Volksaufklärung und Propaganda eine Lizenz zu beantragen und wurde daraufhin verhaftet. Er kam 1942 durch die Fürsprache von Hamsuns Frau Marie und seinem Sohn Tore frei, durfte aber den Verlag bis Ende des Krieges nicht wieder leiten, wo Tore Hamsun kommissarischer Leiter geworden war. Das Wirken seines Bruders Nordahl Grieg im Widerstand trug zusammen mit seiner Festnahme dazu bei, dem Verlag einen guten Ruf zu sichern. 1945 brach Grieg mit Hamsun, um nicht wie dieser als Kollaborateur zu gelten. Später änderte er seine Haltung und finanzierte 1948 nach Hamsuns Verurteilung seine Geldstrafe durch Beleihung der Aktien und einen Honorarvorschuss. Nach längerem Zögern veröffentlichte er 1949 Auf überwachsenen Pfaden und 1951 eine Neuausgabe der gesammelten Werke Hamsuns. Noch heute besitzt der Verlag die Rechte an Hamsuns Werken.
Im Jahr 1958 erhielt Grieg den Riksmålsforbundets litteraturpris.

## Veröffentlichungen
En forleggers erindringer von Harald Grieg, Oslo (1971)